# ГЕС Сареллі
ГЕС Сареллі — гідроелектростанція у східній частині Швейцарії. Становить нижній ступінь у гідровузлі Sarganserland, створеному на сході Гларнських Альп на основі ресурсу річки Таміна (ліва притока Альпійського Рейну) та деривації із басейну Лінту.
Дериваційний тунель станції бере початок із водосховища Мапраггзе, яке також виконує функцію нижнього резервуара ГАЕС Мапрагг. Сховище площею поверхні 0,26 км2 та об'ємом 5 млн м3 (корисний об'єм 2,7 млн м3) створене на Таміні за допомогою гравітаційної греблі висотою 75 метрів та довжиною 132 метри, на спорудження якої витратили 116 тис. м3 матеріалу.
Машинний зал розташований на західному березі Альпійського Рейну та обладнаний двома турбінами типу Френсіс потужністю по 50 МВт, які при напорі до 355 метрів забезпечують виробництво 158 млн кВт·год на рік.
Видача продукції відбувається по ЛЕП, що працює під напругою 110 кВ.